# Macondes
Os macondes são um grupo étnico bantu que vive no sudeste da Tanzânia e no nordeste de Moçambique, principalmente no planalto de Mueda e Muidumbe, tendo uma pequena presença no Quénia.
A população maconde na Tanzânia foi estimada em 2001 em cerca de 1 140 000 habitantes e no censo de 1997 em Moçambique, de 233 258, dando um total de 1 373 258 macondes.
Os macondes resistiram sempre a serem conquistados por outros povos africanos, por árabes e por traficantes de escravos. Não foram subjugados pelo poder colonial até aos anos 20 do século XX.
São exímios escultores em pau-preto, sendo a sua arte conhecida mundialmente.

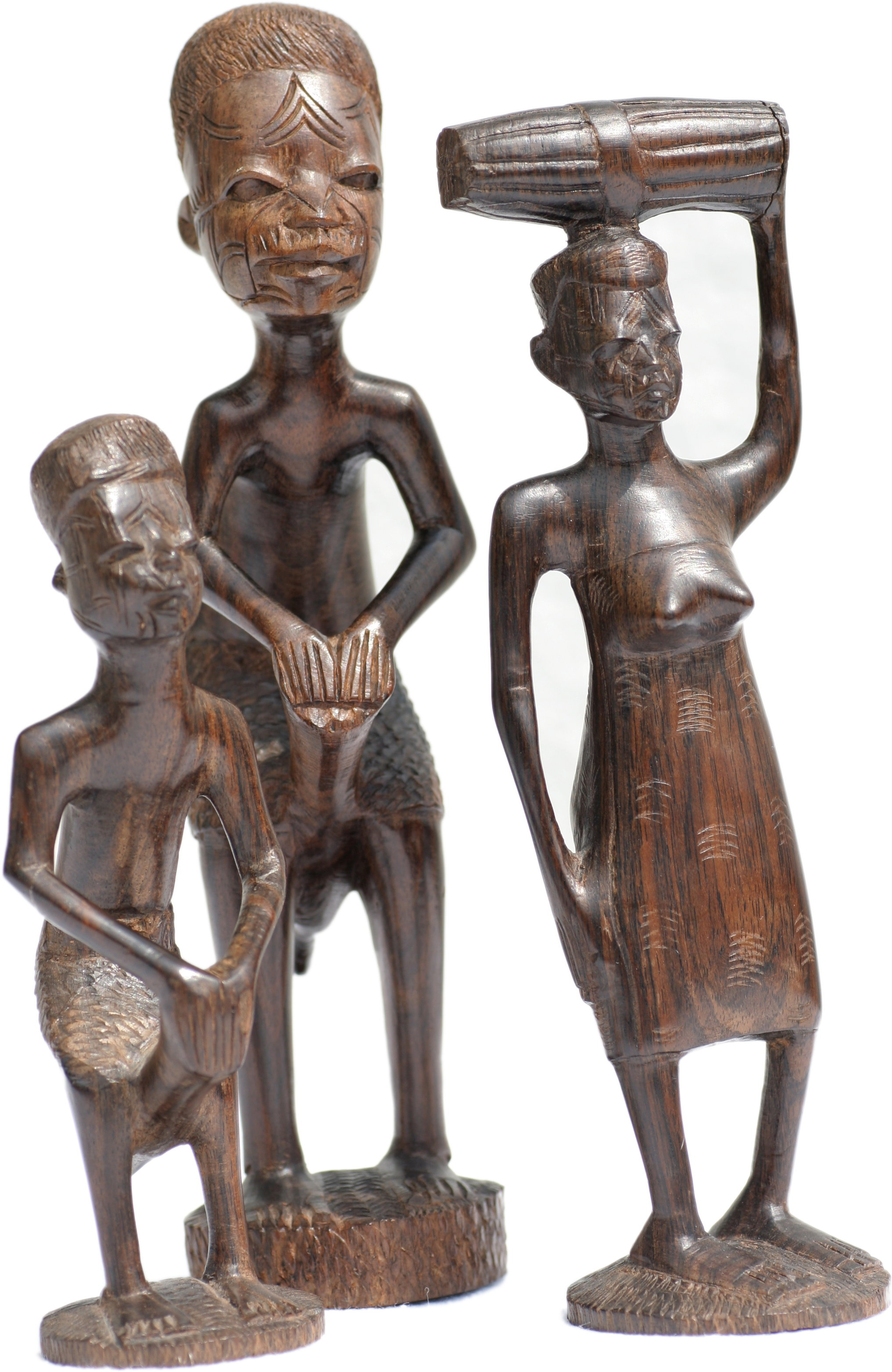
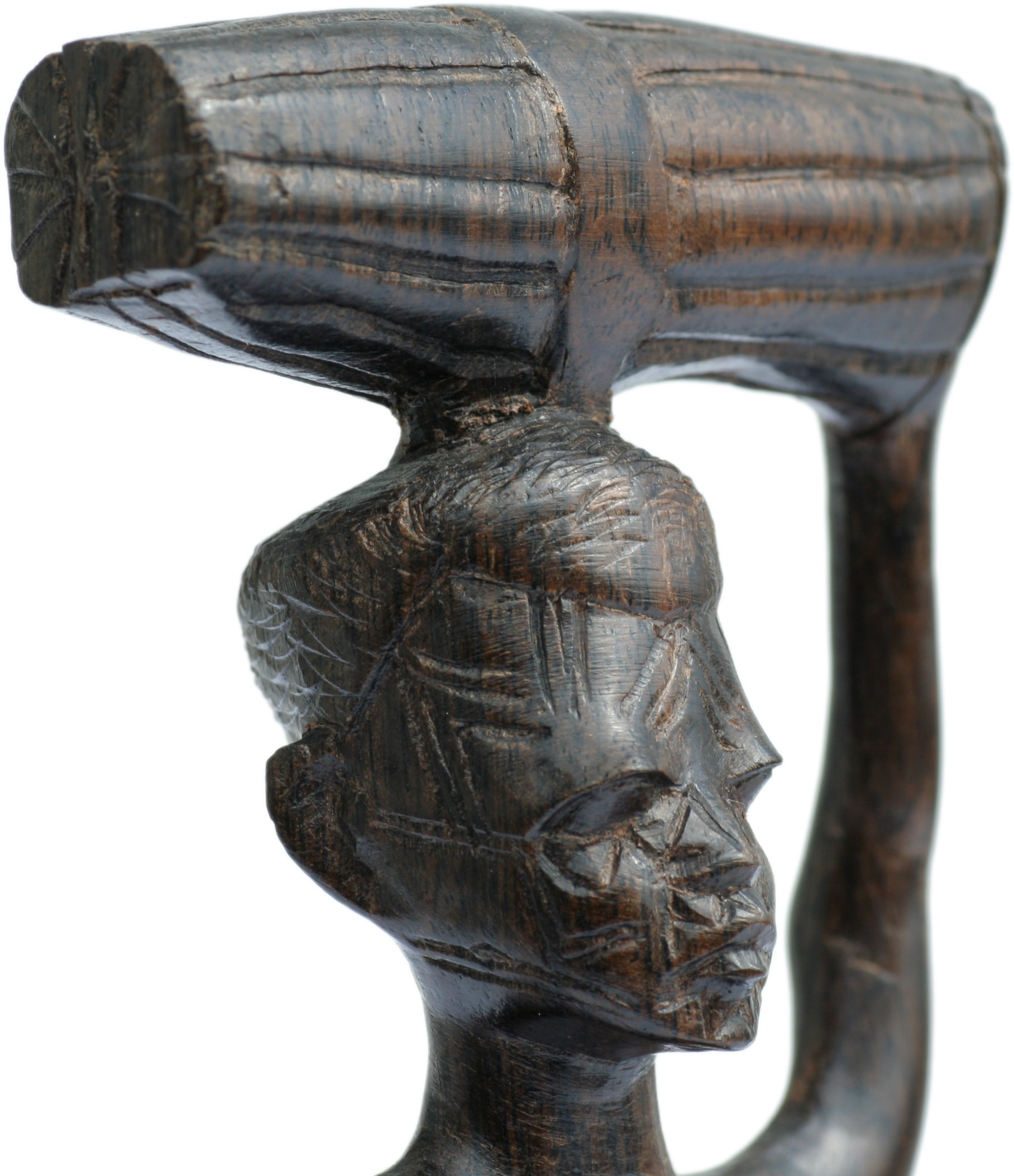
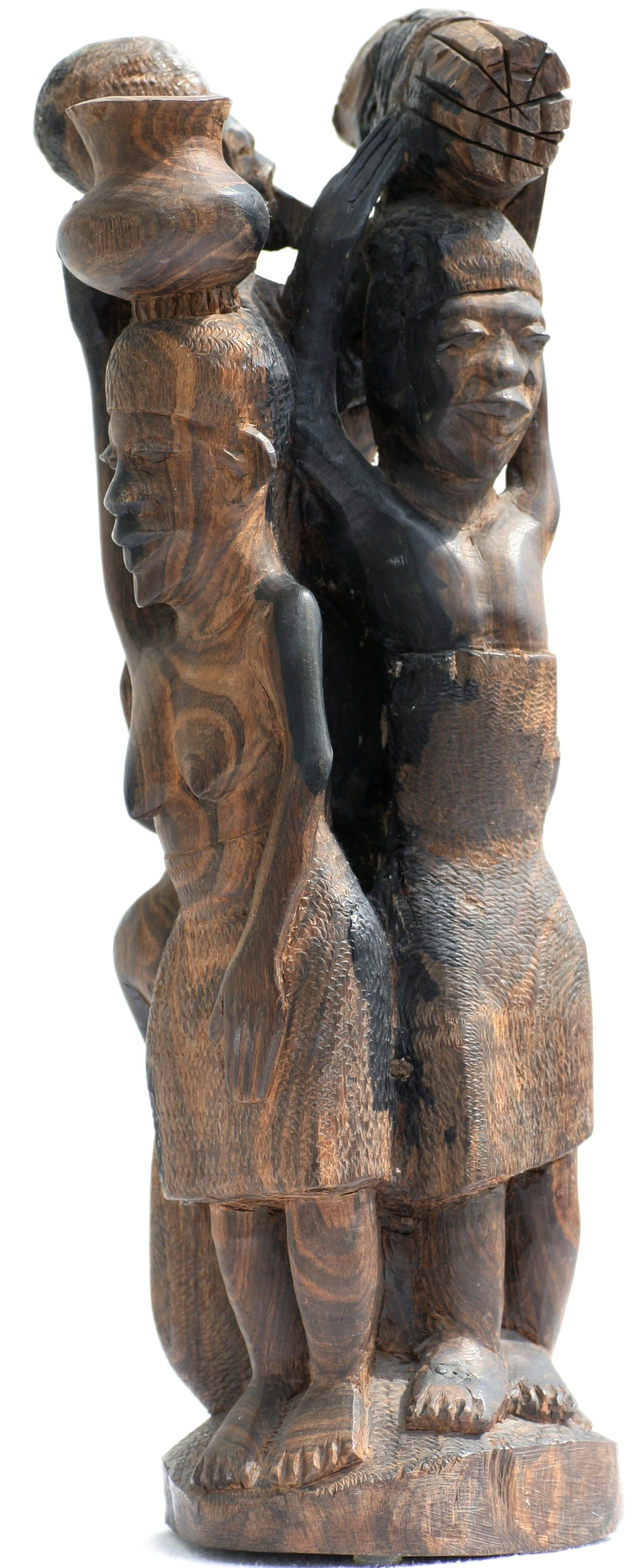
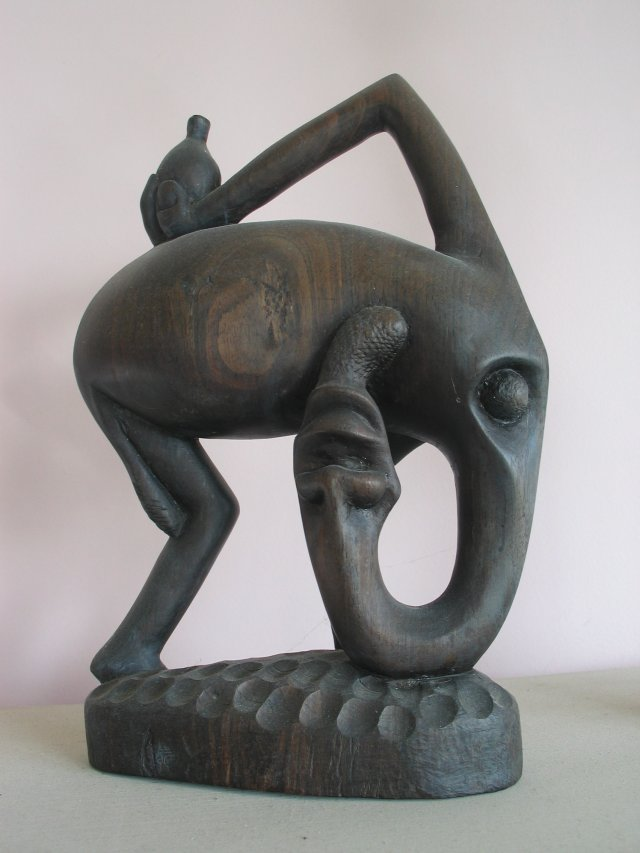